# 604001 Iagiellonica
604001 Iagiellonica è un asteroide della fascia principale. Scoperto nel 2014, presenta un'orbita caratterizzata da un semiasse maggiore pari a 2,5933356 au e da un'eccentricità di 0,0738574, inclinata di 11,74778° rispetto all'eclittica.